# Sermersheim
Sermersheim is een gemeente in het Franse departement Bas-Rhin (regio Grand Est) en telt 801 inwoners (2004).
De gemeente maakt deel uit van het arrondissement Sélestat-Erstein en sinds 1 januari 2015 van het kanton Erstein. Daarvoor hoorde het bij het toen opgeheven kanton Benfeld.

## Geografie
De oppervlakte van Sermersheim bedraagt 10,1 km², de bevolkingsdichtheid is 79,3 inwoners per km².
De onderstaande kaart toont de ligging van Sermersheim met de belangrijkste infrastructuur en aangrenzende gemeenten.

## Demografie
Onderstaande figuur toont het verloop van het inwonertal (bron: INSEE-tellingen).